# Linia kolejowa nr 70
Linia kolejowa nr 70 Włoszczowice – Chmielów – zelektryfikowana, jednotorowa linia kolejowa o długości 88,137 km łącząca Włoszczowice z Chmielowem. Linia została wybudowana w latach 1969–1973. W roku 2013 po linii poruszały się pociągi pasażerskie relacji Przemyśl Główny – Wrocław Główny oraz Wrocław Główny  – Przemyśl Główny.

## Degradacja linii kolejowej
Ze względu na zmniejszenie przewozów towarowych związanych z likwidacją kopalni siarki w Grzybowie zlikwidowano część stacji, w tym Raczyce, Chodków i p.odg. Nagnajów. 3 października rozstrzygnięto przetarg na odbudowę mijanki Raczyce wraz z przebudową blokad liniowych na szlakach Chmielnik – Raczyce i Raczyce – Grzybów. Przebudowę w ramach projektu Zwiększenie przepustowości wybranych linii kolejowych poprzez optymalizację urządzeń sterowania ruchem i układów stacyjnych wykona przedsiębiorstwo Transkol z Kielc. 17 kwietnia 2024 rozstrzygnięto przetarg na odtworzenie posterunku bocznicowego w Gołuchowie, wraz z pracami w stacji Włoszczowice i Chmielnik i odbudową blokady liniowej pomiędzy tymi stacjami. Roboty wykona Transkol Kielce, w ich wyniku możliwe będzie podniesienie prędkości do 100 km/h z Włoszczowic do Chmielnika, natomiast w 2025 rozstrzygnięto przetarg na projekt podwyższenia prędkości szlakowej z 60 do 120 km/h z Chmielnika do Grzybowa, prace wykona firma Track Project. W 2026 planowana jest budowa terminala przeładunkowego na stacji Grzybów i Grzybów LHS, wykonawcą będzie firma Mirbud